# Sielsowiet Uryckaje
Sielsowiet Uryckaje (biał. Урыцкі сельсавет, ros. Урицкий сельсовет) – sielsowiet na Białorusi, w obwodzie homelskim, w rejonie homelskim, z siedzibą w Uryckaje.

## Demografia
Według spisu z 2009 sielsowiet Uryckaje zamieszkiwało 5006 osób, w tym 4436 Białorusinów (88,61%), 397 Rosjan (7,93%), 108 Ukraińców (2,16%), 17 Romów (0,34%), 7 Mołdawian (0,14%), 5 Polaków (0,10%), 4 Kirgizów (0,08%), 22 osób innych narodowości i 10 osób, które nie podały żadnej narodowości.

## Geografia i transport
Sielsowiet położony jest w środkowozachodniej części rejonu homelskiego. Graniczy z Homlem. Przebiegają przez niego drogi magistralne M5 i M8.

## Historia
26 września 2006 do sielsowietu Uryckaje przyłączono w całości likwidowany sielsowiet Stara Bielica.

## Miejscowości
- agromiasteczko:
  - Uryckaje
- wsie:
  - Astrawy
  - Halejeuka
  - Stara Bielica
  - Zalipje
  - Zialonyja Łuki
- osiedla:
  - Alaksandrauka
  - Alaksiejeuka
  - Barok
  - Czyrwony Majak